# Frontière entre les Émirats arabes unis et l'Iran
La frontière entre les Émirats arabes unis et l'Iran est une frontière entièrement maritime composée de deux segments et séparant les Émirats arabes unis et l'Iran.

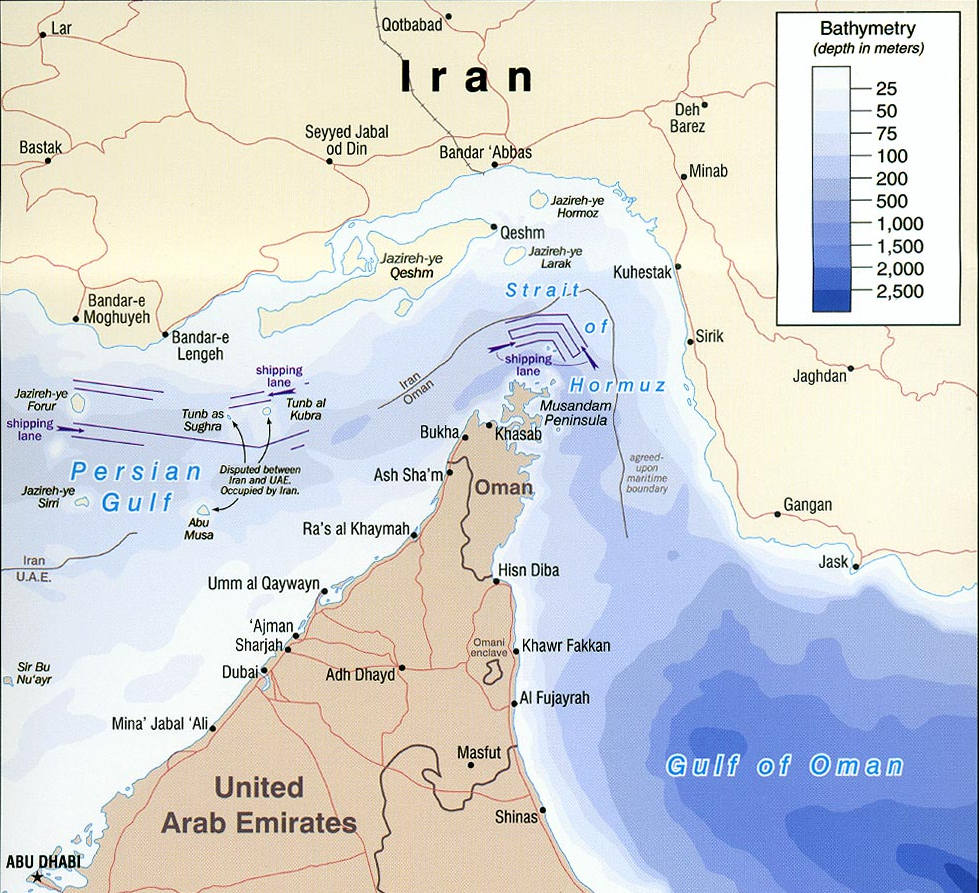
Frontières dans le détroit d'Ormuz

Le premier segment se situe dans le golfe Persique au large de la côte nord des émirats dont Abou Dabi principalement. Des revendications territoriales, sur trois îles (Petite et Grande Tunb, ainsi qu'Abu Moussa) du détroit d'Ormuz et du golfe Persique, l'opposent à l'Iran. Une partie de cette frontière fait l'objet d'un traité signé en 1974.
La péninsule de Musandam appartient au sultanat d'Oman et permet d'être un verrou du détroit d'Ormuz. Sur la côte est, d'autres émirats possèdent une façade sur le golfe d'Oman sans accord formalisé sur la zone économique liée.

## Traité de 1974
En août 1974, un traité fut formalisé avec une ligne de démarcation en 5 points 
- Point 1: 25° 38′ 13″ N, 54° 05′ 16″ E.
- Point 2: 25° 39′ 55″ N, 54° 26′ 18″ E.
- Point 3: 25° 41′ 35″ N, 54° 30′ 25″ E.
  - l'arc de cercle entre les deux points coïncide avec la limite territoriale situé à 12 miles de l'île Sirri
- Point 4: 25° 47′ 20″ N, 54° 44′ 50″ E.
- Point 5: 25° 47′ 30″ N, 54° 45′ 07″ E.